# Vračovice-Orlov
Vračovice-Orlov – miejscowość i gmina (obec) w Czechach, w kraju pardubickim, w powiecie Uście nad Orlicą. W 2022 roku liczyła 164 mieszkańców.